# María Antonieta Alva
Pour les articles homonymes, voir Alva.
María Antonieta Alva Luperdi, née le 7 mars 1985 à Lima, est une administratrice publique et femme politique péruvienne.
Elle est le ministre de l'Économie et des Finances depuis octobre 2019. Alva a auparavant travaillé dans divers départements du gouvernement péruvien, principalement le ministère de l'Économie et des Finances et le ministère de l'Éducation.

## Biographie

### Jeunesse et formation
María Antonieta Alva Luperdi naît à Lima le 7 mars 1985, elle est la fille de Jorge Elías Alva Hurtado, actuel recteur de l'Université nationale d'ingénierie, et de María Antonieta Luperdi Brito. Elle a terminé ses études secondaires au Colegio Villa María de la ville de Lima.
Elle a poursuivi ses études de premier cycle à l'Université du Pacifique, où elle a été présidente du Centre étudiant. Elle a été directrice générale (2005 à 2007) de l'association civile Coherencia, une organisation politique intercollégiale. Elle a obtenu en 2008 un baccalauréat en économie.
Alva a obtenu une diplôme de maîtrise en administration publique en développement international (MPA / ID) de la John F. Kennedy School of Government de l'Université Harvard, laquelle elle a accédé après avoir obtenu les bourses Fulbright et Mary Jo Bane (2012-2014). Elle a également effectué un stage au Pratham Foundation Aser Center à New Delhi, en Inde, dans le cadre du programme Women and Public Policy de Harvard. elle a suivi aussi des programmes de leadership à l'Université de Georgetown.

## Carrière
Au cours de sa dernière année à l'université, Alva a rejoint le ministère péruvien de l'économie et des finances en tant qu'assistante et analyste au Département des investissements publics, puis au Département du budget public, en 2007.
En 2012, elle a été transférée au nouveau ministère du Développement et de l'inculsion sociale, où elle a occupé le poste d'analyste au cabinet du sous-ministre.
Après avoir obtenu son diplôme de Harvard, Alva a été nommée au ministère de l'Éducation en tant que coordinatrice des outils de gestion des résultats, chef de l'unité de programmation, et enfin en 2015, chef du bureau du budget et de la planification.
Elle est revenue au ministère de l'Économie et des Finances en 2017 en tant que conseillère à la direction des investissements publics. Elle a finalement été nommée directrice générale du budget public du ministère.
Sur le plan académique, elle a enseigné à un niveau supérieur à l'École d'administration de l' Université nationale de San Marcos.

## Membre du gouvernement

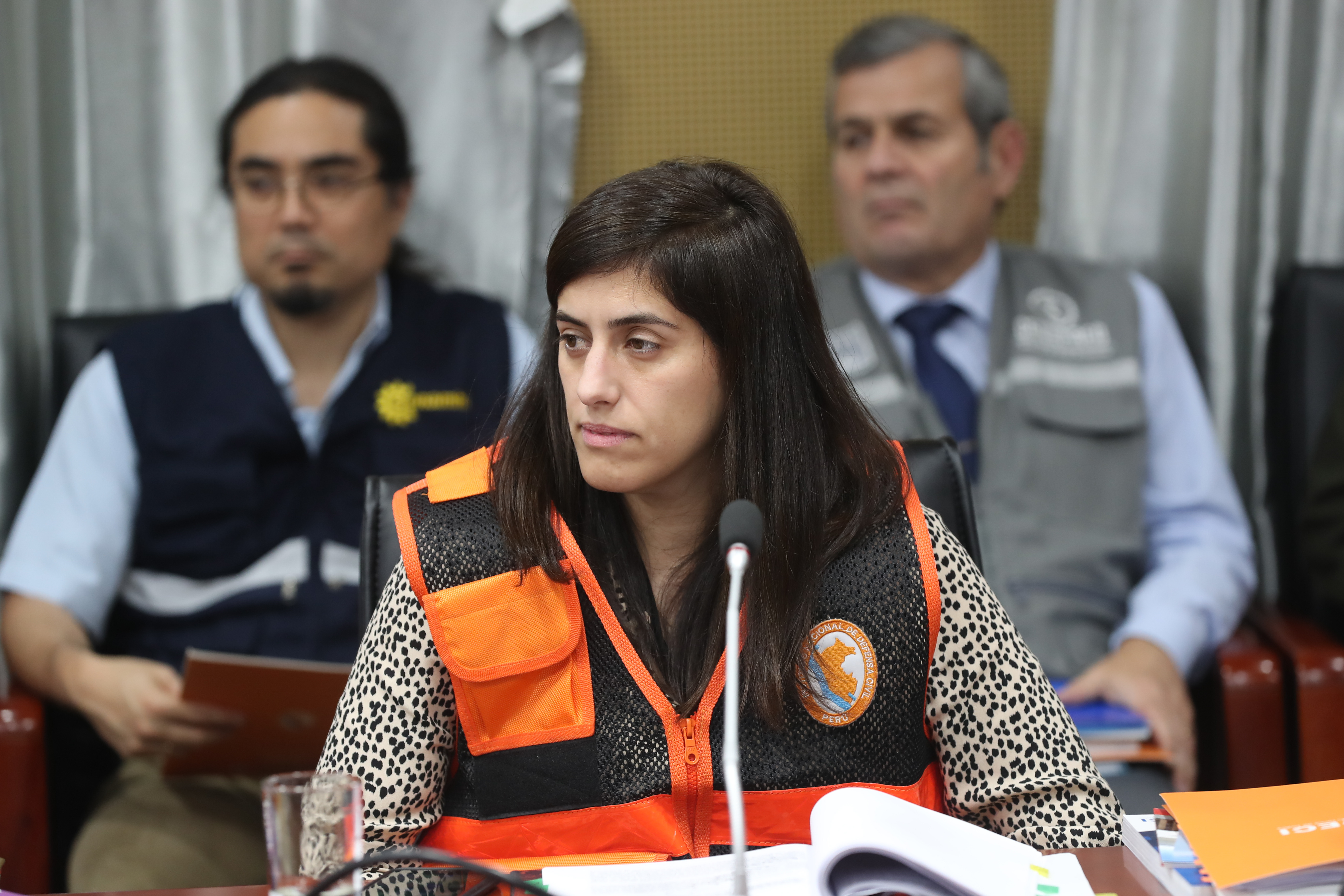
María Antonieta Alva en janvier 2020 lors d'un sommet d'urgence dirigé par le président Vizcarra.

Le 3 octobre 2019 , elle a été nommée ministre de l'Économie et des Finances, dans le cadre du nouveau cabinet dirigé par Vicente Zeballos, à la suite de la dissolution du Congrès péruvien par le président Martín Vizcarra.
Dans le cadre de la pandémie de Covid-19, sous sa direction, le ministère de l'Économie et des Finances a activé un plan économique pour atténuer les impacts de la situation sanitaire sur l'économie nationale, travail qui a été reconnu par certains médias internationaux comme Wall Street Journal, France 24, Infobae et Bloomberg,.
Dans le même cadre, le Congrès a commencé à discuter d'un projet de loi permettant aux contributeurs du système de retraite privé de disposer de 25% de leurs cotisations pour lutter contre la crise; Cependant, le ministre Alva était contre le projet de loi car pour y parvenir, l'Association des administrateurs de fonds de pension (AFP) devrait vendre des actifs pour obtenir des liquidités. Le ministre a même dit qu'à un extrême, cette mesure pourrait briser le système financier.
Le produit intérieur brut du Pérou a chuté de 30,2% au deuxième trimestre de 2020 en raison des mesures de verrouillage économique, la plus forte baisse de toutes les grandes économies, avec de nombreuses petites entreprises de services qui représentent la majorité des entreprises de l'économie péruvienne qui ont fait faillite pendant la crise.  L'emploi a également chuté de 40% par rapport au taux précédent, tandis que le gouvernement péruvien a approuvé 128 milliards de PEN (35,8 milliards USD ) d'allégements fiscaux et de prêts aux entreprises à faible taux pour dissuader un nouveau déclin économique.  Une proposition pour l'interpellation d'Alva a été approuvée par le Congrès du Pérou le 24 août 2020, la proposition décrivant les mesures prises par le gouvernement comme un «échec».